# Херви, Джордж, 2-й граф Бристоль
Джордж Уильям Херви, 2-й граф Бристоль (англ. George William Hervey, 2nd Earl of Bristol; 3 августа 1721 — 18 или 20 март 1775) — британский аристократ, политик и дипломат. Сторонник Уильяма Питта Старшего.

## Биография
Родился 3 августа 1721 года. Старший сын Джона Херви, 2-го барона Херви (1696—1743), от брака с Мэри Лепелл (1700—1768), дочерью Николаса Лепелла. Внук и преемник Джона Херви, 1-го графа Бристоля (1665—1751).
Лорд Бристоль несколько лет прослужил в армии, В 1739 году получил офицерское звание, а в 1742 году уволился с военной службы.
5 августа 1743 года после смерти своего отца он получил титул 3-го барона Херви из Икворта (Пэрство Англии). 20 января 1751 года после смерти своего деда Джона Херви, 1-го графа Бристоля, Джордж Уильям Херви унаследовал титул 2-го графа Бристоля (Пэрство Великобритании).
С 1755 по 1758 год граф Бристоль был чрезвычайным послом Великобритании в Сардинском королевстве, с 1758 по 1761 год — посол Великобритании в Испании.
Назначенный лордом-лейтенантом Ирландии в 1766 году, он ни разу не посетил эту страну за время своего короткого пребывания на этом посту до 1767 года. 26 сентября 1766 года он был назначен членом Тайного совета. Он занимал должность лорда-хранителя Малой печати с ноября 1768 по февраль 1770 года. Джордж Херви также занимал должность первого лорда опочивальни и камергера стула короля Георга III с 1770 по 1775 год.
18 марта 1775 года 53-летний Джордж Херви, 2-й граф Бристоль, скончался в Бате, графство Сомерсет, от подагры, будучи неженатым и не оставив детей. Он был похоронен 26 марта 1775 года в Икворте, графство Саффолк. Ему наследовал его младший брат, адмирал Огастес Херви, 3-й граф Бристоль.